# Anachrostis straminea
Anachrostis straminea là một loài bướm đêm trong họ Noctuidae.